# Чемпіонат Європи з позашосейного бігу
Чемпіонат Європи з позашосейного бігу (англ. European Athletics Off-Road Running Championships) є континентальною першістю з гірського бігу та трейлу, яку кожні два роки, починаючи з 2022, проводитиме Європейська легкоатлетична асоціація.

## Історія заснування
Питання про введення чемпіонату до програми європейських змагань попередньо обговорювалось у 2018 на з'їзді Європейської легкоатлетичної асоціації (англ. European Athletics Convention), що проходив у Лозанні з огляду на наміри асоціації заснувати розіграш континентальних чемпіонських звань з трейлового бігу. З точки зору формату змагання тоді було скопійовано підхід ІААФ щодо проведення на той час обговорюваної аналогічної світової першості, яка була запланована до проведення з 2021 та поєднувала б змагання з гірського та трейлового бігу в межах одного чемпіонату. Зважаючи на це, передбачалось, що проведення чемпіонату Європи з гірського бігу, як окремої першості, припиниться, а її дисципліни ввійдуть до програми нового чемпіонату.
Рішення про проведення перших двох чемпіонатів було прийнято Виконавчим комітетом Європейської легкоатлетичної асоціації у жовтні 2020.

## Формат чемпіонату
Тривалість чемпіонату — від 2 до 4 днів.
Програма чемпіонату передбачає трейловий забіг та гірські забіги двох різновидів — «вгору-вниз» та «вгору». Змагання з трейлу проходять виключно серед дорослих, в той час як дисципліни гірського бігу проходять як серед дорослих, так і серед спортсменів юніорської (до 20 років) вікової категорії.
Довжина дистанції гірського бігу «вгору-вниз» повинна становити 12-18 км для дорослих та 5-6 км для юніорів з різницею висот біля 300 м на кожні 5-6 км дистанції. Довжина дистанції гірського бігу «вгору» повинна становити 6-8 км для дорослих та 5-6 км для юніорів з набором висоти не менше 70 м на кожний кілометр дистанції. Довжина трейлової дистанції має бути в межах 45-60 км з набором висоти за всю дистанцію не менше 2000 м.
В юніорських забігах не можуть брати участь спортсмени, які станом на 31 грудня року проведення чемпіонату не досягають 16 років, а для забігів дорослих — 18 років.
На кожному чемпіонаті розігруються медалі в особистій та командній першості. Від однієї країни в кожному забігу може брати участь не більше 4 спортсменів. Місце кожної країни у командному заліку визначається сумою місць, які посіли перші три спортсмени цієї країни. У разі рівності сум місць у двох або більше команд, у загальному заліку вище розташовується та команда, атлет якої посів перше або найближче до першого місце у відповідному забігу.

## Першості
| Рік  | Місто    | Дата               |
| ---- | -------- | ------------------ |
| 2022 | Ель-Пасо | 1-3 липня          |
| 2024 | Ансі     | 31 травня-2 червня |